# Synchlora gerularia
Synchlora gerularia är en fjärilsart som beskrevs av Jacob Hübner 1823. Synchlora gerularia ingår i släktet Synchlora och familjen mätare. Inga underarter finns listade i Catalogue of Life.

## Bildgalleri

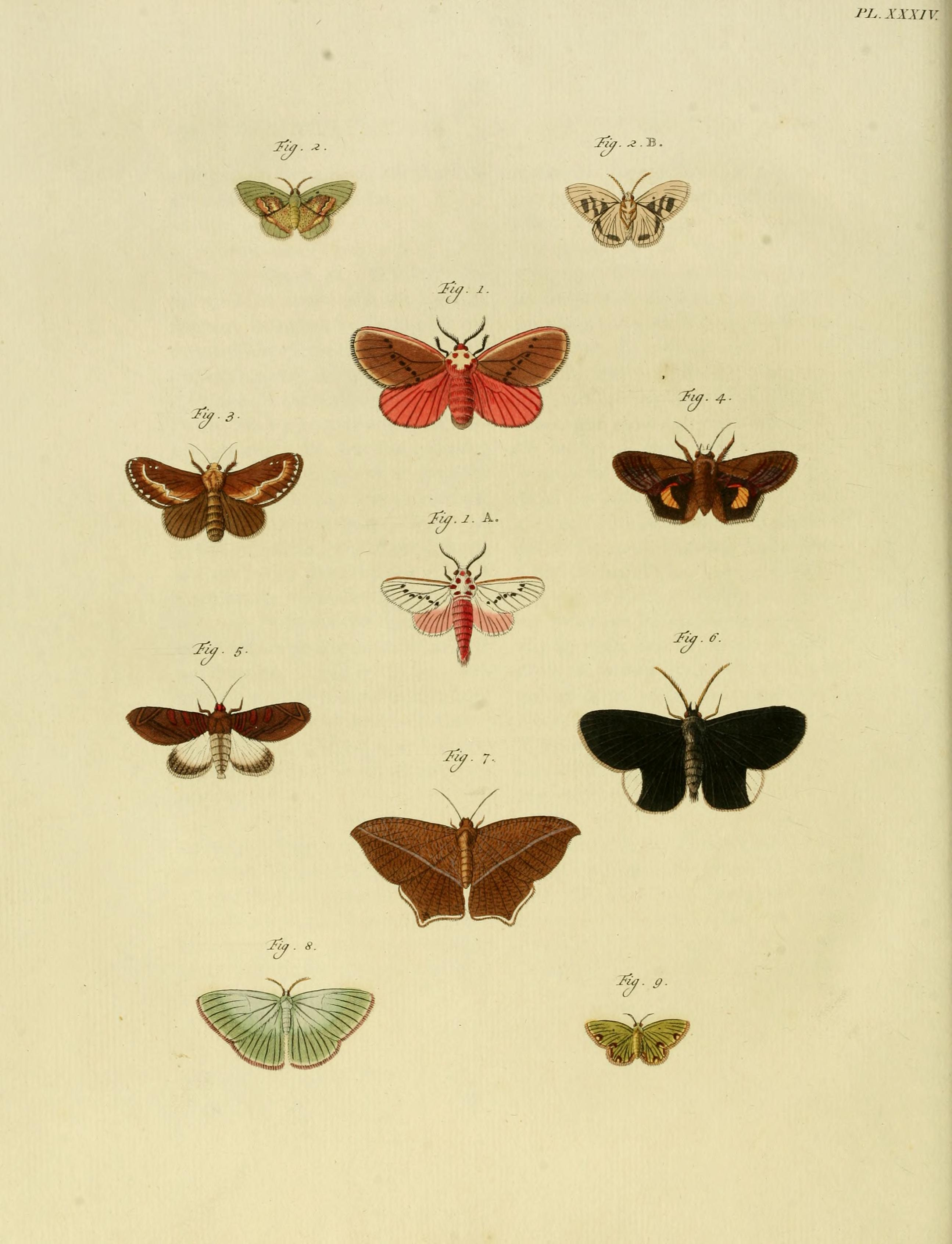
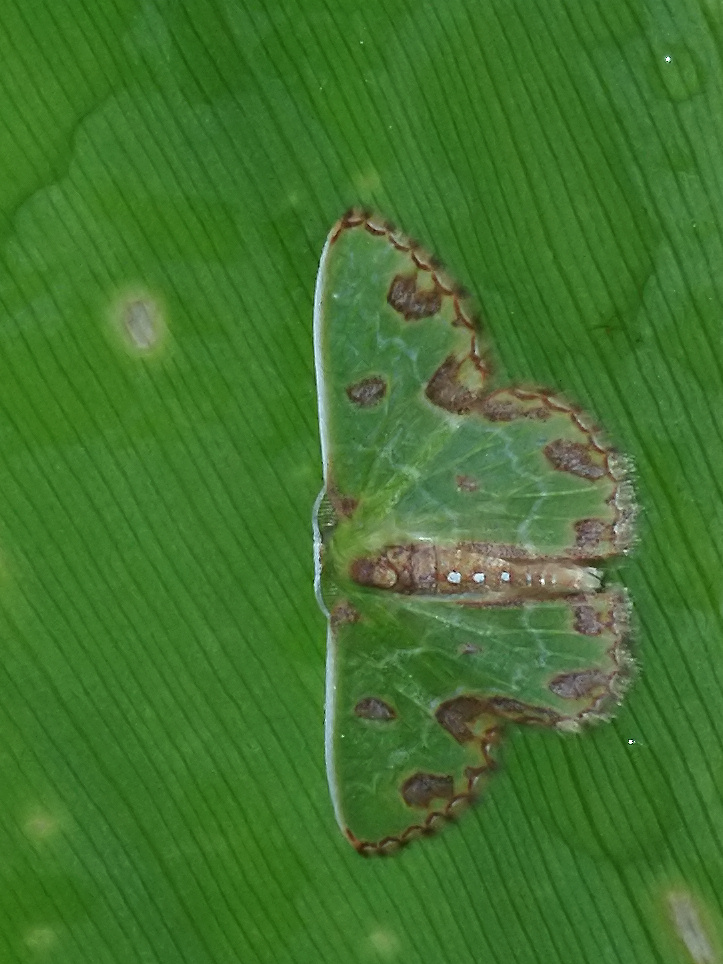